# Chiesa delle Hawaii
La Chiesa delle Hawaii, originariamente chiamata Chiesa cattolica riformata hawaiana, fu la chiesa di Stato e la chiesa nazionale del Regno delle Hawaii dal 1862 al 1893. Fu la provincia ecclesiastica della Comunione anglicana nelle Hawaii, che in seguito si fuse con la Chiesa episcopale americana durante la fondazione della Repubblica delle Hawaii.

## Storia
Da giovane principe, il re Kamehameha IV aveva visitato l'Inghilterra ed era rimasto colpito dalla ricca cerimonia della Chiesa d'Inghilterra, paragonata alla severa semplicità dei missionari americani che lo avevano educato da bambino. La sua regina consorte, la regina Emma, aveva un nonno britannico ed era cresciuta nella casa di un medico anglicano britannico. La loro cerimonia nuziale del 1856 includeva preghiere anglicane, ma doveva essere eseguita dal ministro congregazionalista.
Nel 1859, Emma scrisse a Vittoria del Regno Unito per richiedere un sacerdote dalla chiesa inglese. Anche il ministro degli esteri del re, Robert Crichton Wyllie, fece richieste tramite contatti diplomatici. Nel 1860, Samuel Wilberforce suggerì di espandere la missione per includere un vescovo che potesse organizzare una nuova branca. Anche William Ingraham Kip della Chiesa episcopale in California sostenne l'idea, ma la guerra civile americana impedì loro di fornire qualsiasi aiuto. L'idea fu approvata da John Bird Sumner e dal ministro degli esteri britannico Lord John Russell. Il primo vescovo fu Thomas Nettleship Staley, consacrato il 15 dicembre 1861.
L'invio di Staley causò attriti con l'American Board of Commissioners for Foreign Missions anche prima del suo arrivo nel 1862; la sua nomina a vescovo preoccupò i congregazionalisti, che si opponevano a qualsiasi tipo di gerarchia religiosa. Rufus Anderson, dell'American Board, divenne un critico feroce, accusandolo di ritualismo. Il nome ufficialmente riconosciuto di "Hawaiian Reformed Catholic Church" provocò critiche come "papista". Dopo la morte di Kamehameha IV, si tenne un elaborato servizio funebre che fu paragonato a una messa solenne pontificale. Staley fu persino attaccato dallo scrittore americano Mark Twain e da altri che lui chiamava "puritani".

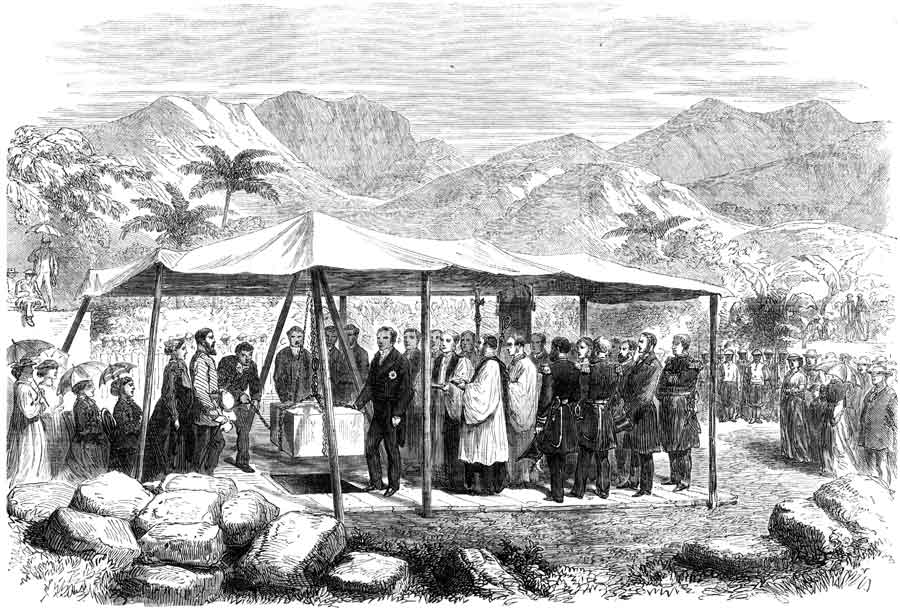
Posa della prima pietra della Cattedrale di Sant'Andrea nel 1867.

La Chiesa delle Hawaii divenne la chiesa reale ufficiale, con terreni donati dalle proprietà della famiglia reale, non dal governo. Emma fu battezzata, seguita da un giovane David Kalākaua che in seguito sarebbe diventato anche lui re. Il Mausoleo Reale fu costruito con una cappella privata, che contrastava con i semplici cimiteri disadorni preferiti dai primi missionari. Fu iniziata l'osservanza delle festività di Natale e Venerdì santo. Poiché Kamehameha IV era morto nel giorno di Sant'Andrea, la prima cattedrale costruita alle Hawaii da suo fratello, il nuovo re Kamehameha V, fu chiamata Cattedrale di Sant'Andrea. La prima pietra fu posata nel 1867 e divenne la residenza ufficiale del vescovo. Furono inoltre avviate due scuole associate: la Saint Andrew's Priory School for Girls e una scuola maschile intitolata a Saint Alban, che alla fine divenne parte della ʻIolani School.
Dopo il rovesciamento della monarchia nel 1893 e l'annessione degli Stati Uniti nel 1898, la Chiesa delle Hawaii fu sciolta e divenne la diocesi episcopale delle Hawaii, poiché la giurisdizione territoriale fu trasferita alla Chiesa episcopale degli Stati Uniti d'America.